# Добиран
Добира́н, или Добера́н, или Дубора́н, или Добора́н, или Дабира́н, или Дебира́н, или Доба́н, или Дуба́н (перс. دوبران‎) — небольшой город на юге Ирана, в провинции Фарс. Входит в состав шахрестана Зерриндешт. По данным переписи, на 2006 год население составляло 9 897 человек.

## География
Город находится в юго-восточной части Фарса, в горной местности юго-восточного Загроса, на высоте 1093 метра над уровнем моря.
Добиран расположен на расстоянии приблизительно 205 километров к юго-востоку от Шираза, административного центра провинции и на расстоянии 845 километров к юго-юго-востоку (SSE) от Тегерана, столицы страны.